# 弗蕾德里克·夏洛特 (黑森-達姆施塔特)
弗蕾德里克·夏洛特（德語：Friederike Charlotte von Hessen-Darmstadt，1698年9月8日—1777年3月22日），黑森-達姆施塔特伯爵恩斯特·路德維希的女兒，母親是布蘭登堡-安斯巴赫的多蘿西亞·夏洛特。

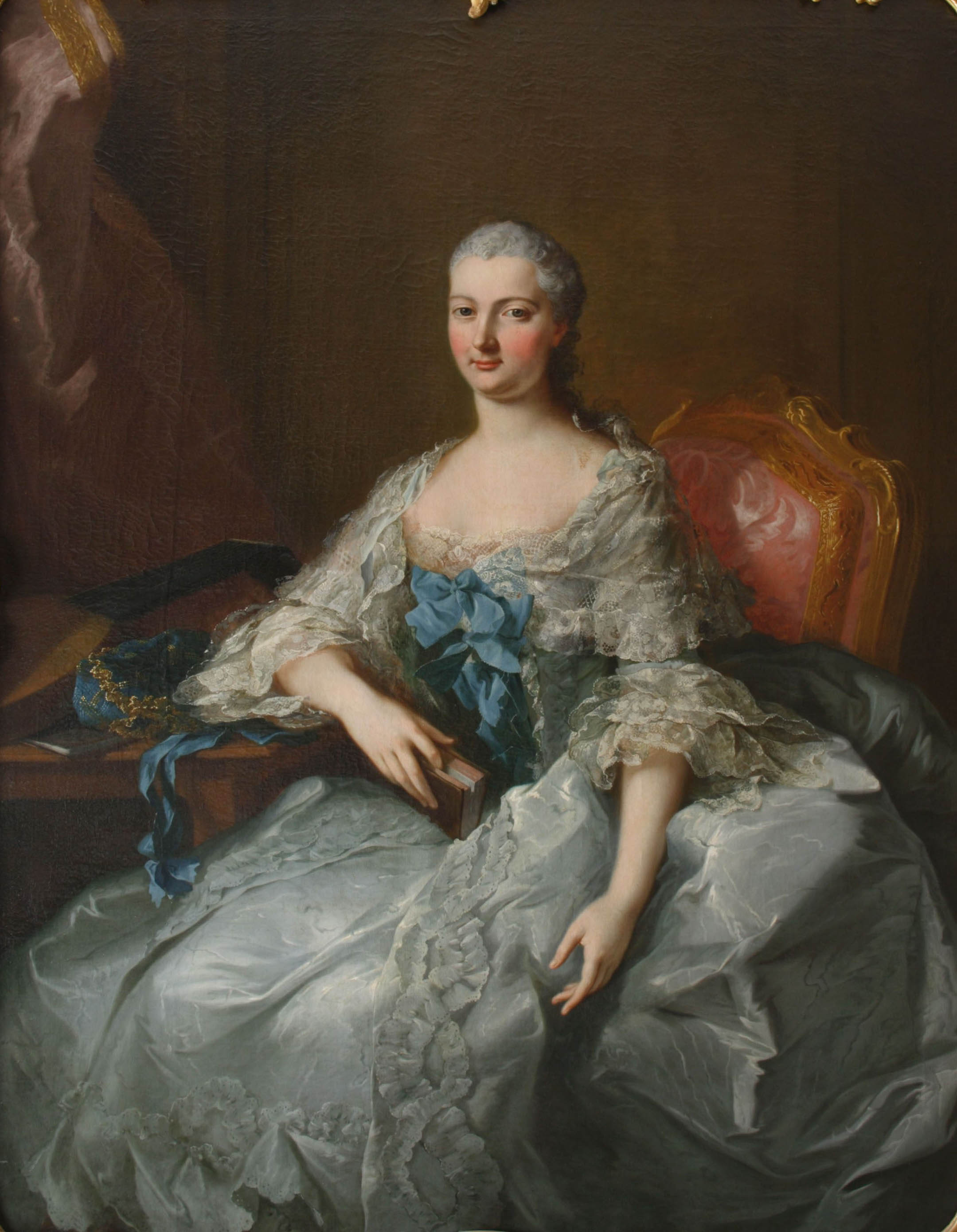

## 家庭
1720年，弗蕾德里克·夏洛特與黑森-卡塞爾伯爵卡爾一世之子馬克西米利安結婚，兩人共有四個女兒：
1. 烏爾里克（1722年—1787年）
2. 克莉絲汀（英语：Princess Christine Charlotte of Hesse-Kassel）（1725年—1782年）
3. 威廉明妮（1726年—1808年）
4. 卡羅琳（英语：Princess Caroline Wilhelmina Sophia of Hesse-Kassel）（1732年—1759年）